# Байрактар (пісня)
«Байракта́р» — українська пісня часів російського вторгнення в Україну 2022 року. Присвячена ударному безпілотнику Байрактар ТБ2.

## Історія створення

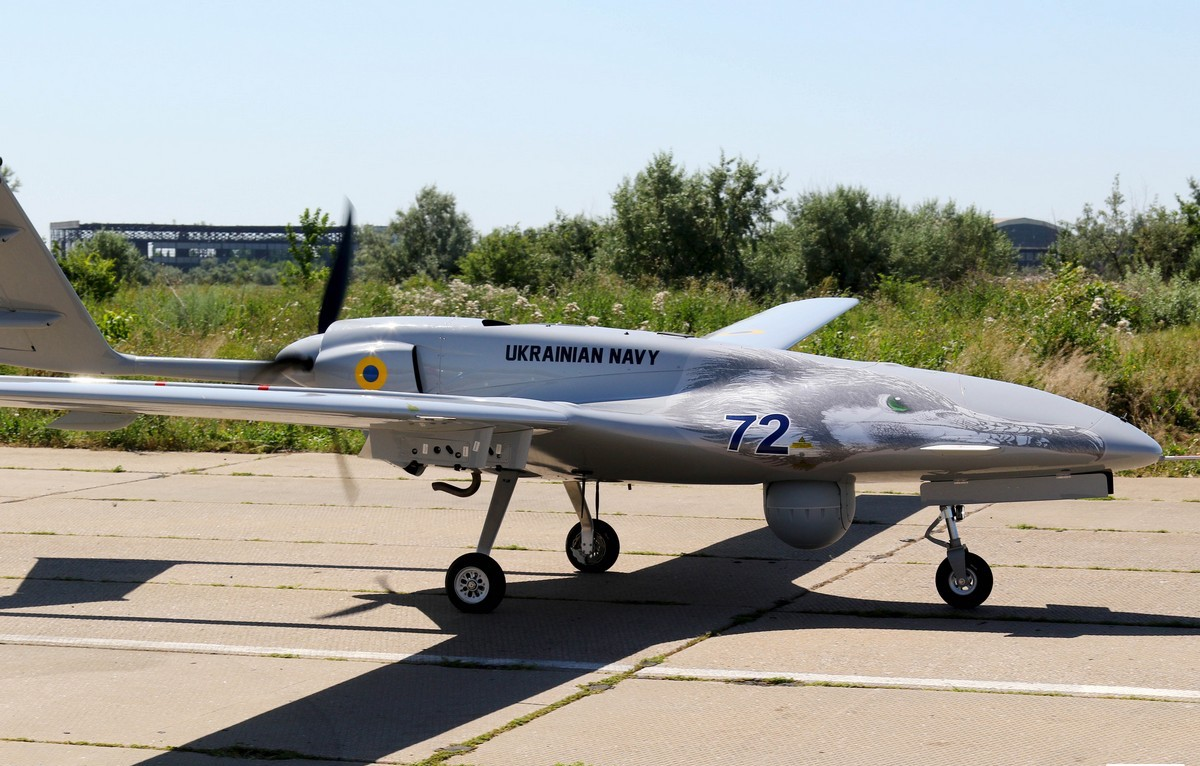
Байрактар ТБ2

Автор — Тарас Боровок, кадровий військовий. Він називає пісню пропагандистською і визнає, що його мета — «впливати на людей, підтримувати високий моральний дух і зменшувати вплив Росії».
У пісні йдеться про те, що попри вторгнення в Україну агресорів РФ на «нових військових машинах, з різним озброєнням та в новенькій формі» вони дістали неочікувану відсіч від українців, у тому числі й завдяки ударним безпілотникам «Байрактар», які знищили не одну колону окупантів.

## Використання
У чисельних кліпах пісня супроводжується ударами Байрактару по колонах російської техніки на території України.
Пісню переклали англійською, арабською, турецькою та іншими мовами.
Невдовзі з'явилась а капела до пісні.
Це мало не найперша популярна пісня, присвячена бойовому дрону.
Пісня отримала широку ротацію українськими радіостанціями, гуртово виконується українцями під час демонстрацій.
Оглядач Спенсер Корнхабер з «The Atlantic» відмітив пісню як «вельми привабливу», підкресливши її «простий біт». 
Офіційний мешап пісні «Байрактар» вийшов 7 квітня 2022 року у співпраці з французькою співачкою і авторкою пісень Лізою Шеттнер.